# Giovan Paolo Lancellotti
Giovan Paolo Lancellotti, (Pérouse, 1522-1590), jurisconsulte, docteur  in utroque iure (l'un et l'autre droit), a vécu au XVIe siècle, il s'inscrit dans le courant dit de l'humanisme juridique.

## Biographie
Giovan Paolo Lancellotti est l'auteur d'un ouvrage célèbre intitulé Institutiones iuris canonici (Venise, Comin da Trino, 1563, pour la première édition) qui fut édité près d'une quarantaine de fois entre 1563 et 1779, dans une version monographique, mais aussi en annexe du Corpus iuris canonici, jusqu'à la fin du XVIIIe siècle. 
L'ouvrage de Lancellotti, qui s'inscrit dans le mouvement de l'humanisme juridique systématique, reprend le plan classique "personnes-choses-actions" des manuels didactiques romains (Institutiones de Gaius et de Justinien) et l'adapte au droit de l'Église catholique pré-tridentin. L'autre originalité est que cet ouvrage est rédigé en articles concis, en quatre livres, et se démarque ainsi des commentaires de décrétales d'alors. La dernière originalité enfin, et non la moindre, est que l'auteur ambitionne de présenter la matière canonique sous une forme logique (schématisable avec des arborescences) le rapprochant ainsi des ouvrages juridiques influencés par la philosophie logico-rhétorique de Pierre de la Ramée et de Philippe Melanchthon (Bodin, Derrer, Freige, Althusius). Cet auteur est tombé dans l'oubli mais il y a lieu de penser que son influence a été notable dans la science canonique jusqu'au Code de droit canonique de 1917. 
Les Institutiones iuris canonici ont été annotées par les canonistes gallicans Jean Doujat (XVIIe siècle) et Toussaint Durand de Maillane (XVIIIe siècle), qui en a même assuré une traduction (1770) ; ainsi que par le célèbre philosophe et juriste jusnaturaliste allemand Christian Thomasius (Halle, 1715-1717).